# Triplophysa laterimaculata
Triplophysa laterimaculata är en fiskart som beskrevs av Li, Liu och Yang 2007. Triplophysa laterimaculata ingår i släktet Triplophysa och familjen grönlingsfiskar. Inga underarter finns listade i Catalogue of Life.